# Cuenca de Kuznetsk

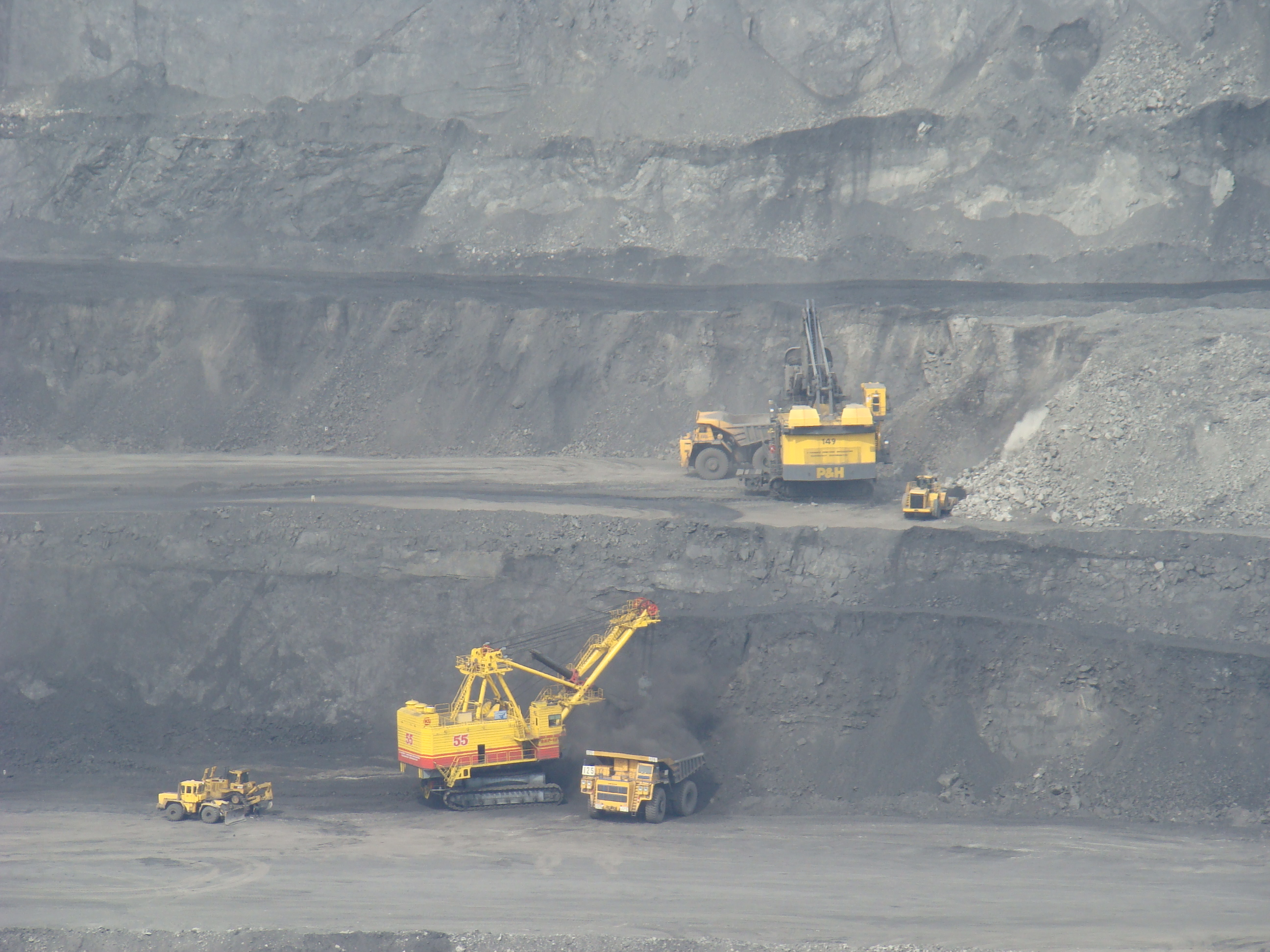
Minería superficial de carbón Bachatski.

La cuenca de Kuznetsk (en ruso: Кузнецкий бассейн), llamada asimismo Kuzbás (en ruso: Кузбасс), donde Kuznetsk significa «de los herreros») es una cuenca fluvial en el sudoeste de Siberia con un de los mayores yacimientos de carbón del planeta. Tiene una extensión de aproximadamente 70 000 kilómetros cuadrados y se ubica en la depresión de Kuznetsk entre Tomsk y Novokuznetsk, en la cuenca del río Tom. Al sur bordea las  montañas de Abakán (Abakán), al este la cresta de Salaír y al norte la cordillera de Kuznetsk.
Posee uno de los mayores depósitos de carbón del mundo, distribuidos en un área de 26.700 km² y a una profundidad de 1.800 metros. La magnitud del yacimiento  se estima en unos 725.000 millones de toneladas. La actividad industrial de la zona, que incluye maquinaria pesada, construcción, industria química y metalúrgica está ligada a la minería de carbón.
El hierro fue descubierto en 1697 y el carbón en 1721, aunque su extracción sistemática no comenzó hasta 1851, en Gúrievsk. Con la industrialización de finales del siglo XIX, la industria de la región creció rápidamente al calor del ferrocarril transiberiano. Bajo el Primer Plan Quinquenal, con Stalin, la zona de los Urales-Kuznetsk fue definida en la década de 1930 como un centro para la producción de hierro y acero, zinc, aluminio, maquinaria y productos químicos, con lo fabricado siendo embarcado. Durante la URSS la región llegó a ser el segundo productor de carbón, solo detrás de la cuenca del Donéts (o Dombás).
Los problemas derivados del colapso económico de la Unión Soviética a finales de la década de 1980 causaron huelgas de mineros en 1989 y 1990 que desestabilizaron el gobierno reformista de Mijaíl Gorbachov. Tras la disolución de la Unión Soviética y el colapso de su economía planificada, el Kuzbás afrontó una severa crisis. Sin embargo, su importancia relativa ha crecido, llegando en 2006 al 30% de la producción rusa de carbón y a ser el principal foco industrial y energético del oriente de Rusia.
Administrativamente, la Cuenca de Kuznetsk se encuentra en el óblast de Kémerovo, con capital en Kémerovo. Otras ciudades relevantes de la zona incluyen Anzhero-Súdzhensk, Léninsk-Kuznetski, Kiseliovsk y Prokópievsk.
- Datos: Q203313
- Multimedia: Kuznetsk coal basin / Q203313